# Fungia repanda
Espèce
Statut CITES
Fungia repanda est une espèce de coraux appartenant à la famille des Fungiidae.